# 14ヶ月
『14ヶ月〜妻が子供に還っていく〜』（じゅうよんかげつ〜つまがこどもにかえっていく〜）は、2003年7月7日より9月8日まで毎週月曜日22:00 - 22:54に、読売テレビ制作・日本テレビ系列で放送されていた日本のテレビドラマ。原作は市川たくじのネット小説、『Separation〜きみが還る場所』。高岡は『ストーカー 逃げきれぬ愛』以来6年半ぶりの主演となる。
イタリア料理専門のコック見習いの10歳年下の夫を持つフリーアナウンサーである妻が、親友の娘と名乗る少女から若返りの薬を受け取り、口にしたことから次第に若返っていく姿を描く。作中で登場する若返りの原理は、実際に若返りを行う特性を持つベニクラゲの研究から発見されたものという設定となっている。

## キャスト
- 五十嵐裕子：高岡早紀、蒼井優（17歳時）、菅野莉央（9歳時）、工藤あかり（4歳時）
- 井上悟：中村俊介
- 堀川美弥：酒井若菜
- 小松康弘：鈴木ヒロミツ
- 坂本：乃木涼介
- ナツキ（原島千夏）：伊藤沙莉
- 堀川千鶴子：丘みつ子
- 藤本春美：戸田恵子
- 神田勉：石黒賢

## スタッフ
- 原作 - 市川たくじ『Separation』
- 脚本 - 瀧川晃代、渡辺千穂
- 構成 - 水野宗徳
- 音楽 - 窪田ミナ
- 演出 - 山本和夫、岡本浩一、白根敬造、白川士
- 主題歌 - GABALL～feat.Joanne「幸せの表現」
- 挿入歌 - I WiSH「ふたつ星」
- 技術協力 - フォーチュン
- 美術協力 - 日本テレビアート、アックス
- 音響効果 - メディアハウスサウンドデザイン
- VFX - ソニーPCL
- ポスプロ - ビーグル
- スタジオ - 緑山スタジオ・シティ
- 企画協力 - ドラマデザイン社
- 制作協力 - ホリプロ
- 制作著作 - よみうりテレビ

## 放送日程
| 話数                                                      | 放送日        | サブタイトル                | 脚本              | 演出                              | 視聴率 |
| --------------------------------------------------------- | ------------- | --------------------------- | ----------------- | --------------------------------- | ------ |
| 第1話                                                     | 2003年7月07日 |                             | 瀧川晃代          | 山本和夫                          | 10.8%  |
| 第2話                                                     | 2003年7月14日 | 若返りは決して幸せじゃない  | 瀧川晃代 渡辺千穂 | 岡本浩一                          | 08.2%  |
| 第3話                                                     | 2003年7月21日 | 君が消えるひとりぼっちの夜  | 渡辺千穂          | 白根敬造                          | 07.5%  |
| 第4話                                                     | 2003年7月28日 | 僕が出会う見知らぬ君…私17歳 | 渡辺千穂          | 岡本浩一                          | 07.1%  |
| 第5話                                                     | 2003年8月04日 | ごめん裕子今の君は抱けない  | 渡辺千穂          | 白川士                            | 05.7%  |
| 第6話                                                     | 2003年8月11日 | 花嫁は9歳叶わなかった結婚式 | 渡辺千穂          | 岡本浩一                          | 06.4%  |
| 第7話                                                     | 2003年8月18日 | 飲みほした薬…これが僕の愛   | 渡辺千穂          | 白川士                            | 06.3%  |
| 第8話                                                     | 2003年8月25日 | 2人だけの逃亡…最後の誕生日  | 渡辺千穂          | 岡本浩一                          | 06.9%  |
| 第9話                                                     | 2003年9月01日 | お母さん…ごめんね私が裕子よ | 渡辺千穂          | 白川士                            | 06.4%  |
| 最終話                                                    | 2003年9月08日 | やっと会えたね…最後の再会   | 瀧川晃代 渡辺千穂 | 山本和夫 岡本浩一 白根敬造 白川士 | 08.3%  |
| 平均視聴率 7.4%（視聴率は関東地区・ビデオリサーチ社調べ） |               |                             |                   |                                   |        |